# コンボの冬
コンボの冬 (コンボのふゆ、Combo Winter) は、マジック:ザ・ギャザリングにおいてコンボデッキの強い環境を指す俗称であり、その多くが冬であったことにちなんで名付けられた。ここではその最たるものである、1998年冬のMoMaの冬（モマのふゆ、MoMa Winter）について主に記述する。

## MoMaの誕生
1998年10月、後にマジック史上最強のエキスパンションの一つと謳われる「ウルザズ･サーガ」が発売された。数々のパワーカードの中で《トレイリアのアカデミー》という土地カードの強さが世界各地のプレイヤーの間で話題となり、発売直後からこの土地カードを使ったコンボデッキの模索が始められた。そして誕生したデッキが、一つ前のエキスパンション「エクソダス」に収録された《精神力》を主軸に据えたコンボデッキ、MoMa（モマ）である。

MoMaの強さは、使用できるカードの種類が少ないスタンダード構築戦でさえ先手1ターン目で勝利する確率が5％を超え、さらにカードの種類が増える環境ではそれ以上という有様であった。その凶悪さは、
今のゲームは3つのステップに分かれている。

第一段階（序盤）がコイントス、

第二段階（中盤）がマリガンチェック、

第三段階（終盤）が―――先手1ターン目だ。

などという、カードゲームプレイヤーからすればとんでもないジョークが生まれたほどである。

## MoMaの冬
MoMaの隆盛を受け、1998年12月、DCIは《トレイリアのアカデミー》を含む2枚のカードを禁止カードに指定した。しかし、この禁止指定が発効するのは翌年の1月1日であり、禁止適用前には世界イベントのプロツアー・ローマ98および国内イベントのThe Finals98があった。この二つの大会は予想通りMoMa一色に染まり、前者では優勝を含むベスト8中4つがMoMa、後者に至ってはベスト8中6つ、ベスト4全てがMoMaという結果に終わった。

先述の2枚が禁止された後も代わりのパーツを見つけることでMoMaは再び勢いを増し、結果として4月付けでさらに3枚のカードが禁止指定されることとなった。

その後、基本セットの第6版への変更、それに伴うルール変更による弱体化を経て、7月付けで《精神力》自体を禁止指定されることで、MoMaは終焉を迎えた。最終的に禁止されたMoMaのコンボパーツは、全禁止カード10枚中6枚を占めた。

## 逸話
- MoMaという名前の由来は、コンボを構成する《精神力/Mind over Matter》の略称と、コンボ中のソロプレイの美しさを皮肉ってニューヨーク近代美術館の愛称であるMoMAと掛けたものである。
- 開発部もこのコンボが成立することは想定していたが、同時に収録されていた手札補充手段を見落としたために危険性を把握し切れていなかった。結果として、「マジック史上最大の失敗」と後に言われる事となるMoMaを生み出すこととなってしまった。
- 「MoMaの冬」という単語自体は96年夏の「ネクロの夏」に対比した表現である。しかし、そちらは対策をすることで対処できた[4]。一方、MoMaの圧倒的な勝利速度に対しては完全な対抗策がほとんどなく、結局は「MoMaに勝つためには、自分もMoMaを使って先に倒す」という結論になってしまった[5]。先述の2つのイベントでも対MoMaデッキはいくつも登場したものの、ことごとく敗れ去っている。
- ある漫画家（金澤尚子）は「MoMa相手にはカバン一杯にガラスの仮面を持って行くのがいい」旨の発言をしている。すぐに1人回しになってしまうので、待ち時間が無駄という意。[6]
- ウルザズ・サーガをはじめとするウルザ・ブロックにはこの他にも《記憶の壷》や《修繕》等、凶悪なコンボデッキのキーカードが多数収録され、そのため多くの環境で禁止カードを連発してしまった。この結果、開発部全員が社長室に呼び出されて怒鳴られたという話がある。

## その他のコンボの冬
- 2003年冬のエクステンデッド環境も《修繕》カードを中心に高速コンボデッキが横行したシーズンであり、同年のプロツアー・ニューオーリンズはMoMaと同じく「（先手後手決定の）ダイスロールで勝者が決定する」と揶揄された。そのためこの大会も「コンボの冬」と称され、大会後に8枚ものカードが同環境の禁止カードに指定された。
- 2004年には《頭蓋骨絞め》と《電結の荒廃者》のコンボを用いて、当時のメタデッキだった親和がスタンダード環境を支配した。この危険性から2004年6月に《頭蓋骨絞め》がヴィンテージ以外の全てのフォーマットで、2005年3月にはスタンダードに於いて《電結の荒廃者》を含む8枚のカードが禁止され、ミラディン・ブロック全体では9枚ものカードがスタンダードで禁止カードに指定された。スタンダードにおける禁止指定はウルザ・ブロック以来の出来事であり、単一のブロックとしてはウルザ・ブロックを上回る枚数である。[7]